# Двокрилі
Двокри́лі (Diptera) — один з найбільших рядів комах, який нараховує приблизно 240 000 видів комарів, мошок, мокреців, ґедзів, мух, оводів тощо, проте тільки близько половини з них (приблизно 120 000 видів) є описаними.. Це одна з найважливіших груп комах, як у екологічному сенсі, так і в медичному та економічному значенні. Так двокрилі, зокрема комарі (Culicidae), є надзвичайно важливими переносниками малярії, гарячки Денге, гарячки Західного Нілу, жовтої гарячки, японського енцефаліту та інших інфекційних захворювань.
Личинки справжніх комарів (Culicidae) живуть у прісних водоймах і є кормом риб та земноводних. Дорослі комарі живляться нектаром квітів і є запилювачами, проте самиці для формування яєць потребують додаткового білкового живлення і використовують для цього кров наземних тварин.
Мошки (Simuliidae) — кровосисні довговусі двокрилі комахи невеликих розмірів, личинки яких розвиваються у водоймах з швидкою течією.
В деяких районах України і в Криму поширені мокреці (Ceratopogonidae) та москіти (Phlebotomidae) — дуже дрібні комахи, личинки яких розвиваються у вологому ґрунті, нірках гризунів. Вони відомі як переносники багатьох хвороб — зокрема Крим-Конго геморагічної гарячки, гарячки паппатачі.
Серед коротковусих двокрилих відомі хатня муха та інші сірі, зелені та сині мухи, червоподібні личинки яких розвиваються у смітниках, покидах тощо. Відомо, що ці мухи механічно поширюють збудників шигельозу, черевного тифу, туберкульозу, поліомієліту, яйця гострика, аскариди та інших гельмінтів. Відома африканська муха цеце завдяки своїм укусам людей і тварин поширює збудників гамбійського та родезійського трипаносомозу.
11 видів двокрилих занесено до Червоної книги України.

## Анатомія і біологія
На голові мух і комарів розташовані фасеткові очі — органи зору і вусики, або ж антени — органи нюху, на лапках — органи смаку; між кігтиками її лапок знаходяться пульвіли та ароліум — клейкі, вкриті волосками подушечки, які дають змогу мусі ходити по вертикальних площинах. Ротові органи дуже різноманітні: у мух — це м'який лижучий хоботок, що утворюються з нижньої губи, у кровосмоктальних та хижих двокрилих — колючо-сисні ротові органи, в оводів та деяких інших двокрилих комах, які не живляться в дорослому стані, ротові органи недорозвинені. Двокрилі поділяються на дві групи: довговусі, або комарі, з багаточлениковими вусиками та коротковусі, або ж мухи, з вкороченими вусиками.
Як ясно з назви ряду, його представники мають тільки передню пару крил, тоді як пару високоспеціалізованих булавоподібних утворів  — дзижчалець. Деякі види двокрилих бувають короткокрилими або й взагалі безкрилими.

## Класифікація
Ряд Diptera традиційно ділять на три підряди:
- Nematocera,
- Orthorhapha,
- Cyclorrhapha.

Двох останніх об'єднують в групу Brachycera (коротковусі), яку протиставляють підряду Nematocera (довговусі): для Nematocera характерні багаточленикові (більше 6) вусики, для Brachycera — трьохчленикові. Основній масі представників цих підрядів відповідають морфологічні форми: мухи і комарі. Іноді термін «Brachycera» використовують як синонім Orthorhapha.
Деякі автори вважають, що підряд Nematocera є поліфілетичним.
Представники Cyclorrhapha (дослівно: «круглошовні») на відміну від інших двокрилих володіють пупарієм — оболонкою личинки останньої стадії, усередині якої знаходиться лялечка, що відстала і затверділа. При виході дорослої особини оболонка пупарію відкривається по круглому шву. У Orthorhapha (дослівно: «прямошовні») лялечка відкривається прямим подовжнім швом.
У більшої частини представників Cyclorrhapha — групи Schizophora у момент виходу з лялечки над вусиками випинається лобовий пухир (ptilinum) — особливе тонкостінне утворення. Він своєю пульсацією допомагає розірвати оболонки лялечки і пупарію. Згодом лобовий пухир втягується всередину голови. Таким чином, голова Schizophora виявляється найскладніше влаштованою в межах Diptera.